# Edgar Mobbs

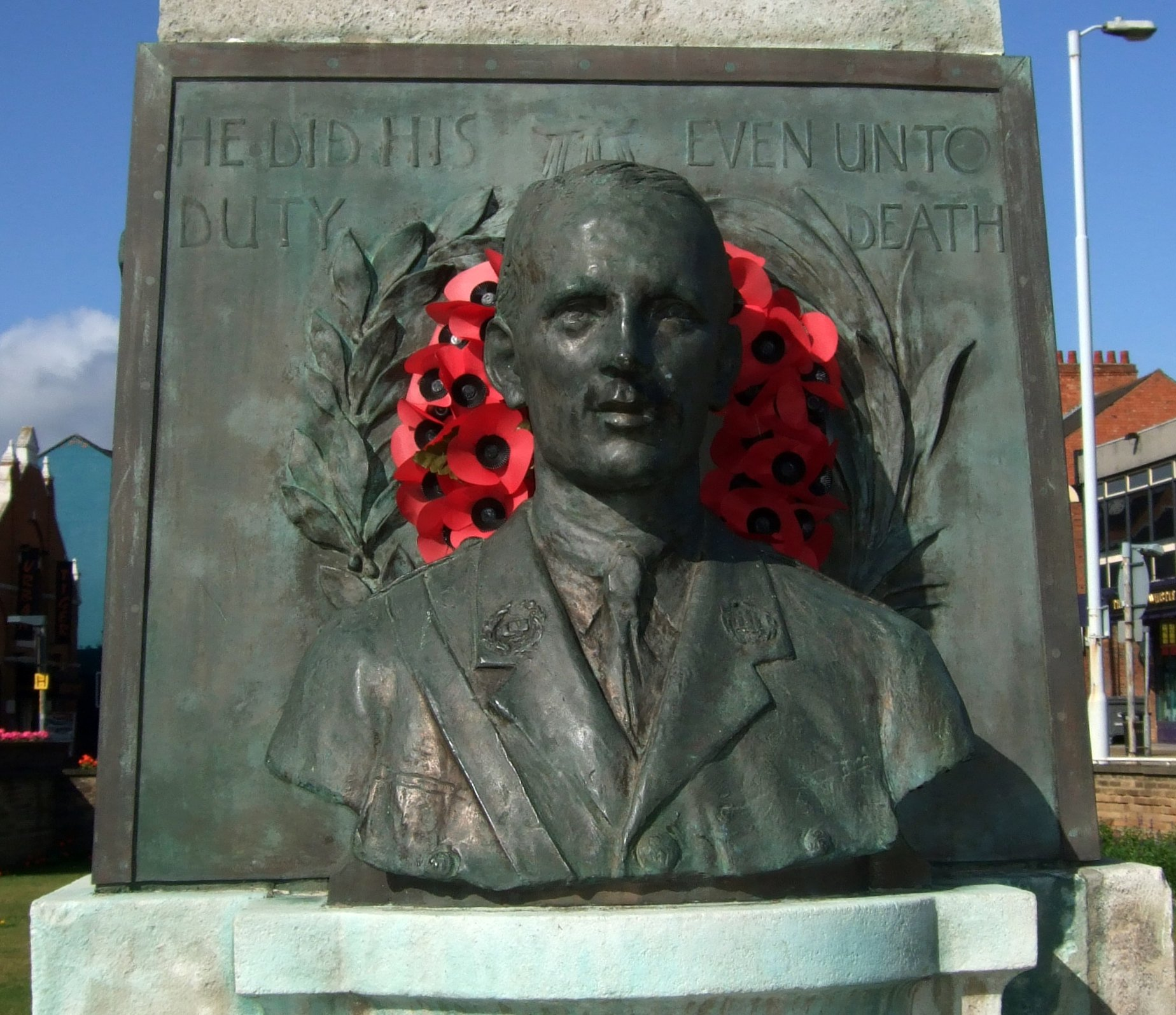
Popiersie Mobbsa w Northampton

Edgar Mobbs (ur. 29 czerwca 1882 w Northampton, zm. 31 lipca 1917 w Zillebeke) – angielski rugbysta grający na pozycji skrzydłowego ataku, kapitan reprezentacji kraju.

## Życiorys
Urodził się w Northampton jako trzeci z szóstki dzieci inżyniera Olivera Linnela i jego żony Elizabeth Anne. Grać w rugby zaczynał w Bedford Modern School, gdzie uprawiał także hokej na trawie oraz krykieta. Odniesiona w wieku szesnastu lat kontuzja kolana przerwała jego kontakt ze sportem na pięć lat, po czym od 1903 roku grał kolejno w klubach Olney, Weston Turks i Northampton Heathens. Na początku sezonu 1905/1906 związał się z Northampton, w którym do roku 1913 rozegrał 234 spotkania zdobywając w nich 177 przyłożeń, przez pięć sezonów – od sezonu 1907/1908 – był dodatkowo kapitanem zespołu, a wyczyn ten wyrównali dopiero Tim Rodber oraz Dylan Hartley. Został także wybrany do zespołu hrabstwa East Midlands, w jego barwach pokonując Australię podczas ich tournée 1908–1909, był także jego przedstawicielem we władzach Rugby Football Union walcząc m.in. z biurokracją krajowego związku czy o prawa zawodników. W lecie grał w krykieta w drużynie hrabstwa Buckinghamshire.
Mierzący ponad 180 centymetrów wzrostu Mobbs grał przeważnie jako lewoskrzydłowy, choć występował także na środku ataku. Był to utalentowany, silny i szybki zawodnik znany z umiejętności obrony przed szarżą, niebezpieczny z piłką w ręku. W latach 1909–1910 rozegrał siedem testmeczów dla angielskiej reprezentacji, w tym wszystkie trzy w Home Nations Championship 1909 oraz dwa w zwycięskim Pucharze Pięciu Narodów 1910. Debiutował zdobywając pierwsze angielskie przyłożenie przeciwko Australijczykom, w ostatnim meczu był zaś kapitanem kadry. Jedenastokrotnie zagrał też dla Barbarians, po raz ostatni przeciwko Walijczykom w kwietniu 1915 roku.
Idąc w ślady ojca oraz braci (Herberta i Noela) pracował zawodowo jako sprzedawca samochodów, rozważając emigrację do Kanady. Po wybuchu I wojny światowej zgłosił się na ochotnika do armii, gdzie zaciągnął się jako szeregowy, gdy odmówiono mu stopnia oficerskiego z uwagi na wiek. Zajął się też rekrutacją i sformował składający się z 264 osób batalion nazwany Sportsmen's Battalion, organizował także pomagające podnosić morale i zbieranie funduszy mecze rugby z udziałem Barbarians czy zespołów wojskowych. Odnajdując się w wojskowym życiu szybko awansował i dosłużył się stopnia podpułkownika, został odznaczony Distinguished Service Order, a także został dwukrotnie wyróżniony poprzez Mentioned in Despatches. Był kilkukrotnie ranny w trakcie wcześniejszych bitew (Loos, Somma i Arras), zginął w trakcie trzeciej bitwy pod Ypres. 
Na jego cześć od 1921 roku rozgrywany był mecz pomiędzy East Midlands i Barbarians, od 2012 roku zastąpiony przez spotkanie z zespołem Army Rugby Union. Upamiętniają go także popiersia w Northampton i Olney, budynek w Bedford Modern School oraz droga łącząca Northampton z A45. W 2005 został wprowadzony do hali sław Northampton Saints, zaś dziesięć lat później do World Rugby Hall of Fame.